# Јапан на Светском првенству у атлетици на отвореном 2015.
Јапан је учествовао на Светском првенству у атлетици на отвореном 2015. одржаном у Пекингу од 22. до 30. августа петнаести пут, односно учествовао је на свим првенствима до данас. Јапан је пријавио 51 учесника (35 мушкарца и 16 жена) који су се такмичили у 24 дисциплине (16 мушких и 8 женских).,
На овом првенству Јапан је по броју освојених медаља делио 32. место са једном освојеном медаљом (бронза). Поред медаља, јапански такмичари су оборили један лични рекорд и остварили 1 најбољи национални резултат сезоне и 6 најбоља лична резултата сезоне. У табели успешности према броју и пласману такмичара који су учествовали у финалним такмичењима (првих 8 такмичара) Јапан је са 3 учесника у финалу делио 24. место са 13 бодова.
| Плас. | Земља | 1. место | 2. место | 3. место | 4. место | 5. место | 6. место | 7. место | 8. место | Бр. финал. | Бод. |
| ----- | ----- | -------- | -------- | -------- | -------- | -------- | -------- | -------- | -------- | ---------- | ---- |
| =24.  | Јапан | 0        | 0        | 1        | 1        | 0        | 0        | 1        | 0        | 3          | 13   |

## Учесници
| Мушкарци: - Кеј Такасе — 100 м, 200 м - Кенџи Фуџимицу — 200 м, 4х100 м - Абдул Хаким Сани Браун — 200 м, 4х100 м - Јузо Канемару — 400 м, 4х400 м - Сугуру Осако — 5.000 м - Кота Мурајама — 5.000 м - Tetsuya Yoroizaka — 10.000 м - Кента Мурајама — 10.000 м - Јута Шитара — 10.000 м - Масаказу Фуџивара — Маратон - Kazuhiro Maeda — Маратон - Јуки Мацушита — 400 м препоне - Јута Кониши — 400 м препоне - Такајуки Ташимото — 400 м препоне - Kazuma Ōseto — 4х100 м - Takuya Nagata — 4х100 м - Kotaro Taniguchi — 4х100 м - Томоја Тамура — 4х400 м - Наоки Кобајаши — 4х400 м - Такамаса Китагава — 4х400 м - Исаму Фуџисава — Ходање 20 км - Еики Такахаши — Ходање 20 км - Јусуке Сузуки — Ходање 20 км - Такајуки Тани — Ходање 50 км - Хироки Арај — Ходање 50 км - Јуки Јамазаки — Ходање 50 км - Наото Тобе — Скок увис - Такаши Ето — Скок увис - Јуџи Хирамацу — Скок увис - Хироки Огита — Скок мотком - Сеито Јамамото — Скок мотком - Yohei Sugai — Скок удаљ - Ryohei Arai — Бацање копља - Акихико Накамура — Десетобој - Кеисуке Уширо — Десетобој | Жене: - Чисато Фукушима — 100 м, 200 м - Ајуко Сузуки — 5.000 м - Мисаки Ониши — 5.000 м - Азуса Суми — 5.000 м - Касуми Нишихара — 10.000 м - Јука Такашима — 10.000 м - Реи Охара — 10.000 м - Маи Ито — Маратон - Саири Маеда — Маратон - Риса Шигетомо — Маратон - Сеика Аојама — 4х400 м - Кана Ичикава — 4х400 м - Асами Чиба — 4х400 м - Сајака Аоки — 4х400 м - Кумико Окада — Ходање 20 км - Јуки Ебихара — Бацање копља |  |

## Освајачи медаља (1)

### Бронза (1)
- Такауки Тани — 50 км ходање

## Резултати

### Мушкарци
| Атлетичар                                                     | Дисциплина    | Лични рекорд | Предтакмичење     | Предтакмичење     | Квалификације                             | Квалификације                               | Полуфинале                                | Полуфинале           | Финале                                     | Финале       | Детаљи                                      |
| Атлетичар                                                     | Дисциплина    | Лични рекорд | Резултат          | Место             | Резултат                                  | Место                                       | Резултат                                  | Место                | Резултат                                   | Место        | Детаљи                                      |
| ------------------------------------------------------------- | ------------- | ------------ | ----------------- | ----------------- | ----------------------------------------- | ------------------------------------------- | ----------------------------------------- | -------------------- | ------------------------------------------ | ------------ | ------------------------------------------- |
| Кеј Такасе                                                    | 100 м         | 10,09        | слободан          | слободан          | 10,15                                     | 4. у гр. 1                                  | Није се квалификовао                      | Није се квалификовао | Није се квалификовао                       | 25 / 67 (71) | Архивирано на веб-сајту (24. новембар 2015) |
| Кеј Такасе                                                    | 200 м         | 20,14        |                   |                   | 20,33 кв                                  | 4. у гр. 2                                  | 20,64                                     | 8. у гр. 3           | Нису се квалификовали                      | 24 / 54 (60) |                                             |
| Кенџи Фуџимицу                                                | 200 м         | 20,13 НР     | 20,28 КВ          | 2. у гр. 1        | 20,34                                     | 7. у гр. 3                                  | 15 / 54 (60)                              |                      | Нису се квалификовали                      |              |                                             |
| Абдул Хаким Сани Браун                                        | 200 м         | 20,34        | 20,35 КВ          | 2. у гр. 4        | 20,47                                     | 5. у гр. 2                                  | 20 / 54 (60)                              |                      | Нису се квалификовали                      |              |                                             |
| Јузо Канемару                                                 | 400 м         | 45,16        | 45,65             | 6. у гр. 2        | Није се квалификовао                      | Није се квалификовао                        | Није се квалификовао                      | 37 / 44 (45)         |                                            |              |                                             |
| Сугуру Осако                                                  | 5.000 м       | 13:08,40 НР  | 13:45,82          | 7. у гр. 1        |                                           |                                             | Нису се квалификовали                     | 22 / 39 (41)         | Архивирано на веб-сајту (30. април 2018)   |              |                                             |
| Кота Мурајама                                                 | 5.000 м       | 13:19,62     | 14:07,11          | 17. у гр. 2       | 32 / 39 (41)                              |                                             | Нису се квалификовали                     |                      | Архивирано на веб-сајту (30. април 2018)   |              |                                             |
| Tetsuya Yoroizaka                                             | 10.000 м      | 27:38,99     |                   |                   |                                           |                                             |                                           |                      | 28:25,77                                   | 18 / 23 (27) |                                             |
| Кента Мурајама                                                | 10.000 м      | 27:39,95     | 29:50,22          | 22 / 23 (27)      |                                           |                                             |                                           |                      |                                            |              |                                             |
| Јута Шитара                                                   | 10.000 м      | 27:42,71     | 30:08,35          | 23 / 23 (27)      |                                           |                                             |                                           |                      |                                            |              |                                             |
| Масаказу Фуџивара                                             | Маратон       | 2:08:12      | 2:21:06 ЛРС       | 21 / 42 (68)      |                                           |                                             |                                           |                      |                                            |              |                                             |
| Kazuhiro Maeda                                                | Маратон       | 2:08:00      | 2:32:49           | 40 / 42 (68)      |                                           |                                             |                                           |                      |                                            |              |                                             |
| Јуки Мацушита                                                 | 400 м препоне | 49,14        |                   |                   | 49,34 КВ                                  | 4. у гр. 5                                  | 51,10                                     | 8. у гр. 3           | Није се квалификовао                       | 24 / 40 (44) | Архивирано на веб-сајту (26. новембар 2015) |
| Јута Кониши                                                   | 400 м препоне | 49,41        | 49,58             | 6. у гр. 2        | Нису се квалификовали                     | Нису се квалификовали                       | Нису се квалификовали                     | 29 / 40 (44)         | Архивирано на веб-сајту (29. април 2018)   |              |                                             |
| Такајуки Кишимото                                             | 400 м препоне | 48,41        | 49,78             | 8. у гр. 1        | Нису се квалификовали                     | Нису се квалификовали                       | Нису се квалификовали                     | 30 / 40 (44)         | Архивирано на веб-сајту (29. април 2018)   |              |                                             |
| Kazuma Ōseto Кенџи Фуџимицу² Takuya Nagata Kotaro Taniguchi   | 4 х 100 м     | 38,03 НР     | 38,60             | 4. у гр. 1        |                                           |                                             | Нису се квалификовали                     | 10 / 12 (14)         | Архивирано на веб-сајту (1. децембар 2015) |              |                                             |
| Томоја Тамура Јузо Канемару² Наоки Кобајаши Такамаса Китагава | 4 х 400 м     | 3:00,76 НР   | 3:02,97 НРС       | 7. у гр. 1        | 15 / 15 (16)                              |                                             | Нису се квалификовали                     |                      |                                            |              |                                             |
| Исаму Фуџисава                                                | 20 км ходање  | 1:19:08      |                   |                   |                                           |                                             |                                           |                      | 1:21:51                                    | 13 / 50 (61) | Архивирано на веб-сајту (23. август 2015)   |
| Еики Такахаши                                                 | 20 км ходање  | 1:18:03      | 1:28:30           | 47 / 50 (61)      |                                           |                                             |                                           |                      |                                            |              | Архивирано на веб-сајту (23. август 2015)   |
| Јусуке Сузуки                                                 | 20 км ходање  | 1:16:36 НР   | Није завршио трку | Није завршио трку |                                           |                                             |                                           |                      |                                            |              | Архивирано на веб-сајту (23. август 2015)   |
| Такауки Тани                                                  | 50 км ходање  | 3:40:19      | 3:42:55           |                   | Архивирано на веб-сајту (29. август 2015) |                                             |                                           |                      |                                            |              |                                             |
| Хироки Арај                                                   | 50 км ходање  | 3:40:20      | 3:43:44           | 4 / 38 (54)       | Архивирано на веб-сајту (29. август 2015) |                                             |                                           |                      |                                            |              |                                             |
| Јуки Јамазаки                                                 | 50 км ходање  | 3:40:12 НР   | 4:03:54           | 34 / 38 (54)      | Архивирано на веб-сајту (29. август 2015) |                                             |                                           |                      |                                            |              |                                             |
| Наото Тобе                                                    | Скок увис     | 2,31         |                   |                   | 2,26                                      | 15. у гр. А                                 |                                           |                      | Нису се квалификовали                      | 25 / 39 (41) |                                             |
| Такаши Ето                                                    | Скок увис     | 2,28         | 2,22              | 16. у гр. А       | 28 / 39 (41)                              |                                             |                                           |                      | Нису се квалификовали                      |              |                                             |
| Јуџи Хирамацу                                                 | Скок увис     | 2,28         | 2,17              | 16. у гр. Б       | 35 / 39 (41)                              |                                             |                                           |                      | Нису се квалификовали                      |              |                                             |
| Хирики Огита                                                  | Скок мотком   | 5,70         | 5,65 =ЛРС         | 10. у гр. Б       | 20 / 33 (34)                              | Архивирано на веб-сајту (29. новембар 2015) |                                           |                      | Нису се квалификовали                      |              |                                             |
| Сеито Јамамото                                                | Скок мотком   | 5,75         | 5,65 ЛРС          | 12. у гр. А       | 23 / 33 (34)                              | Архивирано на веб-сајту (29. новембар 2015) |                                           |                      | Нису се квалификовали                      |              |                                             |
| Yohei Sugai                                                   | Скок удаљ     | 8,18         | 7,92              | 5. у гр. А        | 16 / 28 (32)                              | Архивирано на веб-сајту (26. август 2015)   |                                           |                      | Нису се квалификовали                      |              |                                             |
| Ryohei Arai                                                   | Бацање копља  | 86,83        | 84,66 КВ          | 1. у гр. А        | 83,07                                     | 9 / 33 (34)                                 | Архивирано на веб-сајту (13. август 2017) |                      |                                            |              |                                             |

- Атлетичари означени бројем учествовали су у појединачним дисциплина.

#### Десетобој
| Дисциплина    | Акихико Накамура Архивирано на веб-сајту (29. август 2015) | Акихико Накамура Архивирано на веб-сајту (29. август 2015) | Акихико Накамура Архивирано на веб-сајту (29. август 2015) | Акихико Накамура Архивирано на веб-сајту (29. август 2015) | Акихико Накамура Архивирано на веб-сајту (29. август 2015) | Акихико Накамура Архивирано на веб-сајту (29. август 2015) |
| Дисциплина    | Лич. рек.                                                  | Резултат                                                   | Бод.                                                       | Плас.                                                      | Укупно                                                     | Плас.                                                      |
| ------------- | ---------------------------------------------------------- | ---------------------------------------------------------- | ---------------------------------------------------------- | ---------------------------------------------------------- | ---------------------------------------------------------- | ---------------------------------------------------------- |
| 100 м         | 10,66                                                      | 10,86                                                      | 892                                                        | 12.                                                        |                                                            |                                                            |
| Скок удаљ     | 7,48                                                       | 7,26                                                       | 876                                                        | 18.                                                        | 1.768                                                      | 14.                                                        |
| Бацање кугле  | 12,44                                                      | 11,67                                                      | 586                                                        | 28.                                                        | 2.354                                                      | 25.                                                        |
| Скок увис     | 2,10                                                       | 1,95                                                       | 758                                                        | 20.                                                        | 3.112                                                      | 24.                                                        |
| 400 м         | 47,17                                                      | 47,81                                                      | 918                                                        | 6.                                                         | 4.030                                                      | 22.                                                        |
| 110 м препоне | 14,11                                                      | 14,72                                                      | 884                                                        | 15.                                                        | 4.914                                                      | 20.                                                        |
| Бацање диска  | 36,27                                                      | 33,48                                                      | 533                                                        | 24.                                                        | 5.447                                                      | 21.                                                        |
| Скок мотком   | 4,90                                                       | 4,70                                                       | 819                                                        | 17.                                                        | 6.266                                                      | 19.                                                        |
| Бацање копља  | 53,42                                                      | 53,57 ЛР                                                   | 642                                                        | 19.                                                        | 6.908                                                      | 19.                                                        |
| 1.500 м       | 4:13,39                                                    | 4:16,36                                                    | 837                                                        | 1.                                                         |                                                            |                                                            |
| Десетобој     | 8.043                                                      |                                                            |                                                            |                                                            | 7.745                                                      | 16 / 22 (29)                                               |

| Дисциплина    | Кеисуке Уширо Архивирано на веб-сајту (29. август 2015) | Кеисуке Уширо Архивирано на веб-сајту (29. август 2015) | Кеисуке Уширо Архивирано на веб-сајту (29. август 2015) | Кеисуке Уширо Архивирано на веб-сајту (29. август 2015) | Кеисуке Уширо Архивирано на веб-сајту (29. август 2015) | Кеисуке Уширо Архивирано на веб-сајту (29. август 2015) |
| Дисциплина    | Лич. рек.                                               | Резултат                                                | Бод.                                                    | Плас.                                                   | Укупно                                                  | Плас.                                                   |
| ------------- | ------------------------------------------------------- | ------------------------------------------------------- | ------------------------------------------------------- | ------------------------------------------------------- | ------------------------------------------------------- | ------------------------------------------------------- |
| 100 м         | 11,32                                                   | 11,51                                                   | 750                                                     | 28.                                                     |                                                         |                                                         |
| Скок удаљ     | 7,45                                                    | 6,73                                                    | 750                                                     | 29.                                                     | 1.500                                                   | 29.                                                     |
| Бацање кугле  | 15,65                                                   | 14,93                                                   | 785                                                     | 5.                                                      | 2.285                                                   | 27.                                                     |
| Скок увис     | 2,06                                                    | 1,89                                                    | 705                                                     | 27.                                                     | 2.990                                                   | 26.                                                     |
| 400 м         | 49,66                                                   | 50,85                                                   | 776                                                     | 27.                                                     | 3.766                                                   | 26.                                                     |
| 110 м препоне | 14,90                                                   | 15,43                                                   | 798                                                     | 24.                                                     | 4.564                                                   | 24.                                                     |
| Бацање диска  | 50,17                                                   | 46,85                                                   | 805                                                     | 2.                                                      | 5.369                                                   | 22.                                                     |
| Скок мотком   | 4,90                                                    | 4,70                                                    | 819                                                     | 16.                                                     | 6.188                                                   | 20.                                                     |
| Бацање копља  | 73,82                                                   | 56,52                                                   | 686                                                     | 14.                                                     | 6.874                                                   | 20.                                                     |
| 1.500 м       | 4:26,68                                                 | 4:43,51                                                 | 658                                                     | 19.                                                     |                                                         |                                                         |
| Десетобој     | 8.308 НР                                                |                                                         |                                                         |                                                         | 7.532                                                   | 20 / 22 (29)                                            |

### Жене
| Атлетичарка                                         | Дисциплина   | Лични рекорд        | Квалификације | Квалификације | Полуфинале            | Полуфинале            | Финале                                      | Финале       | Детаљи                                      |
| Атлетичарка                                         | Дисциплина   | Лични рекорд        | Резултат      | Место         | Резултат              | Место                 | Резултат                                    | Место        | Детаљи                                      |
| --------------------------------------------------- | ------------ | ------------------- | ------------- | ------------- | --------------------- | --------------------- | ------------------------------------------- | ------------ | ------------------------------------------- |
| Чисато Фукушима                                     | 100 м        | 11,21 (+1,7 м/с) НР | 11,23 КВ, ЛРС | 3. у гр. 7    | 11,32                 | 7. у гр. 2            | Није се квалификовала                       | 23 / 52 (54) | Архивирано на веб-сајту (29. новембар 2015) |
| Чисато Фукушима                                     | 200 м        | 22,89 (-0,2 м/с) НР | 23,30         | 5. у гр. 5    | Није се квалификовала | Није се квалификовала | Није се квалификовала                       | 34 / 49 (51) | Архивирано на веб-сајту (30. новембар 2015) |
| Ајуко Сузуки                                        | 5.000 м      | 15:14,96            | 15:28,18 кв   | 6. у гр. 1    |                       |                       | 15:08,29 ЛР                                 | 9 / 24 (27)  | Архивирано на веб-сајту (30. август 2015)   |
| Мисаки Ониши                                        | 5.000 м      | 15:16,82            | 15:33,84 кв   | 7. у гр. 1    | 15:29,63              | 14 / 24 (27)          |                                             |              | Архивирано на веб-сајту (30. август 2015)   |
| Азуса Суми                                          | 5.000 м      | 15:17,62            | 16:13,65      | 11. у гр. 2   | Није се квалификовала | 22 / 24 (27)          | Архивирано на веб-сајту (30. новембар 2015) |              |                                             |
| Касуми Нишихара                                     | 10.000 м     | 31:53,69            |               |               |                       |                       | 32:12,95                                    | 13 / 24 (25) | Архивирано на веб-сајту (25. август 2015)   |
| Јука Такашима                                       | 10.000 м     | 31:37,32            | 32:27,79      | 20 / 24 (25)  |                       |                       |                                             |              | Архивирано на веб-сајту (25. август 2015)   |
| Реи Охара                                           | 10.000 м     | 31:48,31            | 32:47,74      | 22 / 24 (25)  |                       |                       |                                             |              | Архивирано на веб-сајту (25. август 2015)   |
| Маи Ито                                             | Маратон      | 2:24:42             | 2:29:48       | 7 / 52 (67)   |                       |                       |                                             |              |                                             |
| Саири Маеда                                         | Маратон      | 2:22:48             | 2:31:46       | 13 / 52 (67)  |                       |                       |                                             |              |                                             |
| Риса Шигетомо                                       | Маратон      | 2:23:23             | 2:32:37       | 14 / 52 (67)  |                       |                       |                                             |              |                                             |
| Сеика Аојама, Кана Ичикава, Асами Чиба, Сајака Аоки | 4x400 м      | 3:30,17 НР          | 3:28,91       | 7. у гр. 2    |                       |                       | Нису се квалификовале                       | 13 / 16      | Архивирано на веб-сајту (1. децембар 2015)  |
| Кумико Окада                                        | 20 км ходање | 1:29:46             |               |               |                       |                       | 1:34:56                                     | 25 / 42 (50) | Архивирано на веб-сајту (28. август 2015)   |
| Јуки Ебихара                                        | Бацање копља | 63,80 НР            | 60,30         | 9. у гр. А    |                       |                       | Није се квалификовала                       | 19 / 32      | Архивирано на веб-сајту (31. август 2015)   |